# Будино (Тверская область)
Бу́дино — деревня в Бельском районе Тверской области. Центр Будинского сельского поселения.
Находится в 9 километрах к юго-западу от районного центра города Белый, на реке Вейна (Вена). Через деревню проходит автодорога Р136 «Лисичино — Духовщина — Белый — Нелидово», в сторону Смоленской области.
На юг от Будино идёт дорога к деревне Плоское где установлен мемориал Славы, памятник всем сибирякам, погибшим в боях Великой Отечественной войны.
Население по переписи 2002 года — 329 человек, 155 мужчин, 174 женщины.

## История
До середины XX века на территории современной деревни находились несколько населённых пунктов. Это село Будино (Попово) с церковью Рождества Богородицы, деревни Выползово, Турово, Карелы и сельцо Будино с часовней. Село чаще именовали Попово или Поповка, но оно было центром Будинской волости (в Бельском уезде Смоленской губернии), затем, в Советское время, Будинского сельсовета (в Смоленской губернии, Западной области, Смоленской области, Великолукской области, Калининской области). После войны все населённые пункты объединены под названием деревня Будино.
В 1997 году — 144 хозяйств, 343 жителя; администрация сельского округа, колхоз «Будино» (бывш.«Россия»), неполная средняя школа, детсад, дом народного творчества, медпункт, отделение связи, магазин.

## Население
| 2008 | 2010 |
| ---- | ---- |
| 294  | ↗320 |